# Florencia Borelli
Florencia Borelli (Mar del Plata, 30 ottobre 1992) è una mezzofondista argentina, specializzata nei 5000 metri piani.

## Biografia
Borelli debutta internazionalmente nel 2008 partecipando ai Campionati sudamericani under 18 correndo e vincendo la gara di 2000 metri siepi. Continuerà la carriera juniores cimentandosi principalmente nelle siepi. Fermatasi dalle competizioni regionali per dedicarsi alla maternità, è tornata a gareggiare nel mezzofondo a livello internazionale dal 2016 conquistando due medaglie ai Campionati ibero-americani in Brasile. Nel 2019 vince una medaglia d'oro ai Campionati sudamericani di Lima e conseguentemente partecipa per la prima volta ai Giochi panamericani e ai Mondiali previsti per quello stesso anno.
Sua sorella gemella Mariana è anch'essa una mezzofondista sulle distanze di 800 e 1500 metri piani.

## Palmarès
| Anno | Manifestazione             | Sede           | Evento        | Risultato | Prestazione | Note |
| ---- | -------------------------- | -------------- | ------------- | --------- | ----------- | ---- |
| 2008 | Sudamericani allievi       | Lima           | 2000 m siepi  | Oro       | 7'08"63     |      |
| 2009 | Mondiali allievi           | Bressanone     | 2000 m siepi  | 8ª        | 6'56"67     |      |
| 2009 | Sudamericani juniores      | San Paolo      | 3000 m siepi  | Oro       | 10'50"07    |      |
| 2009 | Panamericani juniores      | Port of Spain  | 3000 m siepi  | Argento   | 10'40"46    |      |
| 2010 | Sudamericani U23           | Medellín       | 3000 m siepi  | Bronzo    | 11'10"23    |      |
| 2011 | Sudamericani               | Buenos Aires   | 3000 m siepi  | 6ª        | 10'54"33    |      |
| 2011 | Panamericani juniores      | Miramar        | 3000 m siepi  | dnf       | dnf         |      |
| 2012 | Sudamericani U23           | San Paolo      | 5000 m piani  | Bronzo    | 17'00"04    |      |
| 2012 | Sudamericani U23           | San Paolo      | 10000 m piani | Oro       | 35'29"08    |      |
| 2016 | Campionati ibero-americani | Rio de Janeiro | 3000 m piani  | Bronzo    | 9'10"79     |      |
| 2016 | Campionati ibero-americani | Rio de Janeiro | 5000 m piani  | Argento   | 16'28"66    |      |
| 2017 | Sudamericani               | Asunción       | 5000 m piani  | dnf       | dnf         |      |
| 2018 | Mondiali di mezza maratona | Valencia       | Individuale   | 45ª       | 1h13'10"    |      |
| 2018 | Giochi sudamericani        | Cochabamba     | 5000 m piani  | 4ª        | 18'01"76    |      |
| 2018 | Campionati ibero-americani | Trujillo       | 3000 m piani  | Bronzo    | 9'19"09     |      |
| 2018 | Campionati ibero-americani | Trujillo       | 5000 m piani  | dnf       | dnf         |      |
| 2019 | Sudamericani               | Lima           | 1500 m piani  | 4ª        | 4'28"22     |      |
| 2019 | Sudamericani               | Lima           | 5000 m piani  | Oro       | 15'42"60    |      |
| 2019 | Giochi panamericani        | Lima           | 5000 m piani  | 9ª        | 16'07"75    |      |
| 2019 | Mondiali                   | Doha           | 5000 m piani  | Batteria  | 15'56"49    |      |
| 2021 | Sudamericani               | Guayaquil      | 5000 m piani  | Argento   | 15'47"46    |      |
| 2022 | Mondiali                   | Eugene         | 5000 m piani  | Batteria  | 16'06"36    |      |
| 2022 | Giochi sudamericani        | Asunción       | 10000 m piani | Oro       | 33'43"37    |      |
| 2023 | Giochi panamericani        | Santiago       | Maratona      | Argento   | 2h27'29"    |      |
| 2024 | Giochi olimpici            | Parigi         | Maratona      | 21ª       | 2h29'29"    |      |
| 2025 | Campionati sudamericani    | Mar del Plata  | 10000 m piani | Argento   | 34'08"01    |      |

## Campionati nazionali
2009
- Argento ai campionati argentini, 3000 m siepi - 11'00"13
- 4ª ai campionati argentini, 1500 m piani - 4'43"76

2010
- Oro ai campionati argentini, 3000 m siepi - 10'47"10

2011
- Oro ai campionati argentini, 3000 m siepi - 11'11"13

2012
- Oro ai campionati argentini, 3000 m siepi - 10'51"09

2013
- Oro ai campionati argentini, 10000 m piani - 36'23"22
- 5ª ai campionati argentini, 5000 m piani - 17'05"72

2014
- Oro ai campionati argentini, 10000 m piani - 36'03"37

2015
- Argento ai campionati argentini, 1500 m piani - 4'31"63

2016
- Oro ai campionati argentini, 10000 m piani - 34'09"29
- Oro ai campionati argentini, 5000 m piani - 16'07"50
- Oro ai campionati argentini, 3000 m piani - 9'16"42

2018
- Oro ai campionati argentini, 10000 m piani - 33'53"58

2019
- Oro ai campionati argentini di mezza maratona - 1h13'02"
- Oro ai campionati argentini, 10000 m piani - 33'57"30
- Oro ai campionati argentini, 5000 m piani - 16'02"23
- Oro ai campionati argentini, 1500 m piani - 4'21"71

2020
- Argento ai campionati argentini, 1500 m piani - 4'23"13

2021
- Oro ai campionati argentini, 5000 m piani - 16'11"48
- Argento ai campionati argentini, 1500 m piani - 4'23"58

2023
- Oro ai campionati argentini, 5000 m piani - 15'48"74

## Altre competizioni internazionali
2022
- 12ª alla Maratona di Siviglia ( Siviglia) - 2h26'54"
- Oro ai campionati sudamericani di mezza maratona ( Buenos Aires) - 1h09'31"